# سامانی (واحد پول)
سامانی (به تاجیکی: Сомонӣ) نام یکای پول کشور تاجیکستان است که از ۳۰ اکتبر سال ۲۰۰۰ یکای پول رسمی آن کشور اعلام و جایگزین روبل تاجیکستان شد. دولت تاجیکستان برای بزرگداشت خاندان سامانیان، نام پول رایج خود را «سامانی» گذارده است. هر هزار روبل تاجیکستانی برابر با یک سامانی قرار داده شد. بر روی اسکناس‌های سامانی چهره برخی از مشاهیر مشترک ایران و تاجیکستان نقش بسته است. برای نمونه بر روی اسکناس ۱۰۰ سامانی چهره اسماعیل سامانی و بر روی دیگر اسکناس‌ها چهره رودکی، پورسینا (ابن سینا) و میر سید علی همدانی دیده می‌شود. اسکناس‌های دیگر با سیمای مشاهیر معاصر تاجیکستانی مانند صدرالدین عینی، باباجان غفورف، میرزا ترسون‌زاده و دیگران آراسته شده‌است. کد بین‌المللی این یکای پول TJS است.

## اسکناس‌ها
| نگاره | نگاره | ارزش       | اندازه (میلی‌متر) | رنگ               | شرح                              | شرح                        | تاریخ | تاریخ  |
| رو    | پشت   | ارزش       | اندازه (میلی‌متر) | رنگ               | رو                               | پشت                        | چاپ   | انتشار |
| ----- | ----- | ---------- | ---------------- | ----------------- | -------------------------------- | -------------------------- | ----- | ------ |
|       |       | ۱ درم      | ۶۰×۱۰۰           | قهوه‌ای            | خانه تئاتر و اپرای صدرالدین عینی | کوه‌های پامیر               | ۱۹۹۹  | ۲۰۰۰   |
|       |       | ۵ درم      | ۶۰×۱۰۰           | آبی               | کاخ فرهنگی ارباب                 | آرامگاه میرزا ترسون‌زاده    | ۱۹۹۹  | ۲۰۰۰   |
|       |       | ۲۰ درم     | ۶۰×۱۰۰           | سبز               | بانک ملی تاجیکستان               | جاده کوهستانی              | ۱۹۹۹  | ۲۰۰۰   |
|       |       | ۵۰ درم     | ۶۰×۱۰۰           | ارغوانی           | اسماعیل سامانی                   | دره کوه                    | ۱۹۹۹  | ۲۰۰۰   |
|       |       | ۱ سامانی   | ۶۵×۱۴۱           | سبز               | میرزا ترسون‌زاده                  | بانک ملی تاجیکستان         | ۱۹۹۹  | ۲۰۰۰   |
|       |       | ۳ سامانی   | ۶۵×۱۴۱           | بنفش              | شیرین‌شاه شاه‌تیمور                | مجلس عالی تاجیکستان        | ۲۰۱۰  | ۲۰۱۰   |
|       |       | ۵ سامانی   | ۶۵×۱۴۴           | آبی               | صدرالدین عینی                    | آرامگاه رودکی              | ۱۹۹۹  | ۲۰۰۰   |
|       |       | ۱۰ سامانی  | ۶۵×۱۴۷           | قرمز              | میر سید علی همدانی               | آرامگاه میر سید علی همدانی | ۱۹۹۹  | ۲۰۱۰   |
|       |       | ۲۰ سامانی  | ۶۵×۱۵۰           | زرد و قهوه‌ای      | ابو علی سینا                     | قلعه حصار                  | ۱۹۹۹  | ۲۰۱۳   |
|       |       | ۵۰ سامانی  | ۶۵×۱۵۳           | آبی               | باباجان غفورف                    | چای‌خانه سینا               | ۱۹۹۹  | ۲۰۱۷   |
|       |       | ۱۰۰ سامانی | ۶۵×۱۵۶           | قهوه‌ای            | اسماعیل سامانی                   | کاخ ریاست‌جمهوری            | ۱۹۹۹  | ۲۰۱۸   |
|       |       | ۲۰۰ سامانی | ۶۵×۱۵۹           | قهوه‌ای و زرد      | نصرت‌الله محسوم                   | کتابخانه ملی تاجیکستان     | ۲۰۱۰  | ۲۰۱۰   |
|       |       | ۵۰۰ سامانی | ۶۵×۱۶۲           | ارغوانی و خاکستری | ابوعبدالله رودکی                 | قصر ملت                    | ۲۰۱۰  | ۲۰۱۸   |